# Bauhaus (гурт)
Bauhaus («Баухаус») — британський рок-гурт, утворений у 1978 році в Нортгемптоні. До колективу входили Пітер Мерфі (вокал, англ. Peter Murphy), Деніел Еш (гітара, англ. Daniel Ash), Кевін Гаскінс (барабани, англ. Kevin Haskins) і Девід Джей Гаскінс (бас-гітара, англ. David J. Haskins). Завдяки своєму похмурому стилю та музиці, «Баухаус» вважається одним з перших готик-рок гуртів.

## Історія
Девід Джей Гаскінс, його молодший брат Кевін та їхній друг Деніел Еш грали разом у різних гуртах ще з дитинства, але їхні експерименти зазвичай не тривали більше одного виступу. Один із таких гуртів було названо «The Craze», і під цим ім'ям друзі виступили кілька разів по Нортгемптоні. Дуже скоро колектив розпався, але попри це Еш спробував переконати свого шкільного друга Пітера Мерфі приєднатися до нього. Мерфі, який у той час працював на друкарській фабриці, вирішив спробувати, хоча він ніколи до цього не співав і не писав пісень. Старий знайомий Еша, Кевін Гаскінс, приєднався як барабанщик. Еш вирішив не запрошувати Девіда Джея, який завжди керував їхнім гуртом, бо Деніелу хотілося контролювати все самостійно. Через кілька тижнів Еш змінив своє рішення і покликав Девіда на місце басиста, яке у той час займав Кріс Барбер (англ. Chris Barber). Девід готувався до майбутнього турне з іншою групою, але все ж погодився. У такому складі безіменна група відіграла свій перший концерт у клубі Кромвел в новорічну ніч 31 грудня 1978 року.
Спочатку гурт називався «Bauhaus 1919», як поклик на архітектурний напрямок 1920-х років, «Баухаус», з огляду на його «стилістичний зміст і асоціації» («stylistic implications and associations»). Але пізніше було вирішено скоротити назву.
Уперше Bauhaus розпався у 1983 р. Пітер Мерфі почав сольну кар'єру, а інші учасники продовжували як «Tones on Tail» і пізніше «Love and Rockets». Усі вони мали більший комерційний успіх у США, ніж мав Bauhaus, але стали менш популярними на батьківщині. В 1998 р. гурт з'єднався для спільного турне. У 2005 колектив з'єднався вже на довший термін. Bauhaus анонсував плани про повторний розпад після завершального альбому «Go Away White», у 2008.

### «Bela Lugosi's Dead» та 4AD
Уже на шостому тижні існування гурту Bauhaus підписали контракт із Beck Studios на запис свого першого демо-альбому. Один із п'яти треків, «Bela Lugosi's Dead», тривалістю понад дев'ять хвилин, було випущено як дебютний сингл гурту в серпні 1979 року на Small Wonder Records. Від частини «1919» у назві команди відмовилися, залишивши лише «Bauhaus». Сингл отримав позитивний відгук у Sounds і залишався на вершинах незалежних британських чартів протягом двох років. Пісня навіть потрапила в ефір на вечірньому шоу BBC Radio 1 та DJ John Peel, а згодом "Баухаус"у було запропоновано записати сесію для шоу Peel, яке транслювалося 3 січня 1980 року.
Уже на лейблі 4AD гурт випустив ще два сингли: «Dark Entries» у січні 1980 року та «Terror Couple Kill Colonel» у червні 1980 року, перш ніж записати свій перший альбом «In the Flat Field» у жовтні 1980 року. NME назвав його «готично-романтичним псевдо-декадансом». Незважаючи на негативні відгуки критиків, трек сподобався британським інді-чартам. У грудні 1980 року Bauhaus успішно записали кавер на пісню T. Rex «Телеграма Сем».

### Beggars Banquet та розпад
Зростаючу успішність Bauhaus не задовольняли ресурси студії 4AD, тому група перейшла до Beggars Banquet Records. Bauhaus випустив «Kick in the Eye» у березні 1981 року як свій дебют на лейблі. Наступний сингл, «The Passion of Lovers», було записано у липні 1981 року. У жовтні 1981 року Bauhaus випустив свій другий альбом «Mask». Гурт використовував більше клавішних інструментів, щоб додати різноманітності запису.
У липні 1982 року «Баухаус» випустив сингл «Spirit». Гурт мав намір увійти з ним у Топ-30, але досяг лише 42-го місця в британському чарті. У тому ж році Баугауз записали свій найбільший хіт, записаний на BBC з обкладинкою «Ziggy Stardust» Девіда Бові. Пісня досягла 15-ї позиції у британських чартах і посприяла появі гурту на телевізійному шоу «Top of the Pops». Завдяки успіху синглу альбом також став найбільшим хітом «Баухаусу». Пізніше «Баухаус» знялись у фільм жахів «Голод», де вони грали свою пісню «Bela Lugosi's Dead».
Під час запису свого четвертого альбому, «Burning from the Inside» (1983), фронтмен Пітер Мерфі захворів на пневмонію, що не дало йому змоги викластись на повну. Проте головний сингл альбому «She's in Parties» досяг 26-ї позиції у британському чарті. Тоді «Баухаус» розпочали всесвітній тур на підтримку альбому. Але за ніч до шоу в Хаммерсміт-Паласі в Лондоні гурт розпався.
«Баухаус» відіграли своє прощальне шоу 5 липня 1983 року в Лондоні. Пізніше гурт випустив сингл «Sanity Assassin» в обмеженій кількості, як прощальний подарунок для тих, хто приєднався до фан-клубу «Баухаусу».

### Після розпаду
Після розпаду «Баухаусу» члени гурту розпочали роботу над сольними проектами. Мерфі недовго працював із басистом Міком Карном з гурту Japan в гурті «Dalis Car», перед тим як випустив сольні альбоми «Love Hysteria», «Should the World Fail to Fall Apart», та «Deep». Протягом цього часу Девід Джей випустив два сольних альбоми та співпрацював з іншими музикантами, записавши два альбоми разом із the Jazz Butcher, а також художником Аланом Муром в проекті Sinister Ducks.
Усі екс-учасники гурту, окрім Мерфі, репетирували незалежно і були натхнені хімією, яку вони мали як тріо. В результаті, вони утворили гурт Love and Rockets у 1985 році, який розпалася в 1999-му, випустивши сім альбомів.
«Баухаус» організували реюніон в турі «Воскресіння» в 1998 році, де з'явилася нова пісня «The Dog's Vapor», яка також була включена в саундтрек до фільму Heavy Metal 2000. Наступного разу гурт об'єднався аж у 2005 році, граючи на фестивалі «Coachella» в Каліфорнії. 

### Стиль
На музику Bauhaus впливали виконавці панк-року (Devo, The Stooges та Sex Pistols), глем-року (Девід Бові, T. Rex, Gary Glitter), артроку (Браян Іно, Pere Ubu, Roxy Music, Suicide and the Velvet Underground) та фанку (James Brown, Bobby Byrd, Sly and The Family Stone). Звучання їхніх перших альбомів нагадує ранніх Siouxsie and the Banshees та the Cramps, а вокал порівнюють із Девідом Бові та Жаком Брелем. Під час реюніон-туру у 2006-му Bauhaus заспівали кавер на «Transmission» гурту Joy Division, вплив яких теж помічають у творчості «Баухаусу».

## Bauhaus у поп-культурі
- Американський письменник Чак Поланік під впливом пісні «Bela Lugosi's Dead» написав свій роман «Примари» у 2005 році.
- У коміксі Джеймса О'Бара 1989 року «Ворон» риси обличчя Еріка Дравена були змальовані з Пітера Мерфі.
- В одному з епізодів «South Park» 2003 року Генрієтта Біггле мала постер «Blauhaus», пародійної версії гурту.
- У книгах Ніла Геймана «Піщана людина» обличчя та зовнішність головного персонажа також були змальовані з Мерфі.
- У 1984 році в американський гурт «Chicago» зняв музичне відео на пісню «You're the Inspiration» із солістом Пітером Сетерою, одягненим у футболку «Bauhaus».
- В одному з епізодів «Бівис і Батхед», «Зустрічайся з Богом, Частина II» (1993), головні герої переглядають та коментують музичне відео «Ziggy Stardust».

## Дискографія
- In the Flat Field (1980)
- Mask (1981)
- The Sky's Gone Out (1982)
- Burning from the Inside (1983)
- Go Away White (2008)